# Traian Cihărean
Traian Cihărean   (Telciu, 13 de juliol de 1969) és un aixecador de peses romanès, ja retirat, que va competir durant la dècada de 1990.
El 1988 va prendre part en els Jocs Olímpics d'Estiu de Seül, on fou sisè en la competició del pes mosca del programa d'halterofília. Quatre anys més tard, als Jocs de Barcelona, guanyà la medalla de bronze en la mateixa competició. El 1996, a Atlanta, disputà els seus tercers, i darrers, Jocs Olímpics, on fou cinquè en la competició del pes mosca
En el seu palmarès també destaquen una medalla de bronze al Campionat del món d'halterofília de 1989, així com una medalla d'or, quatre de plata i una de bronze al Campionat d'Europa d'halterofília, entre el 1988 i 1996.